# Björkö, Korsholm
Björkö är en ö i Kvarken, huvudö i före detta Björköby kommun. Huvudorten är Björköby. Björkö ligger i Korsholms kommun i Österbotten i Finland. Till Björkö räknas omkring 350 holmar och den totala landarealen är 72 km². Delar av det nuvarande Björkö steg upp ur havet på 800- och 900-talet. Man tror att det funnits fast bosättning på ön sedan 1300-talet.
Björkö har tack vare sitt läge där Kvarken är som smalast alltid varit viktig för transporter över vattnet mellan Sverige och Finland. Under den tid när Finland hörde till Sverige var postgången långsam. Då beslöt man att posten skulle transporteras över Kvarken mellan Björkö och Holmön. Denna transport fick Björköborna år 1617 till uppgift att sköta om. Som tack för detta fick öborna skattelättnader och deras söner och drängar befriades från krigstjänst. Idag hedrar man minnet över de män som skötte posttransporterna genom det årliga evenemanget Postrodden.
År 1907 fick Björkö motorbåtstrafik till Vasa. 1954 fick man broförbindelse till Replot. När sedan Replotbron invigdes 1997 fick man vägförbindelse hela vägen till fasta Finland.
Björkö hade 380 bofasta invånare år 2010 enligt kommunens fastighetsregister.
Björköby kyrka byggdes efter ritningar av byggmästaren Isak Isaksson-Österholm och invigdes 1859.
Hela Björkö ingår i världsarvet Höga kusten/Kvarken.

## Björköby kommun
Björkö blev en egen kommun 1932; namnet på kommunen ändrades till Björköby för att inte förväxlas med andra orter med samma namn. Kommunen anslöts till Korsholms kommun 1973.

## Galleri

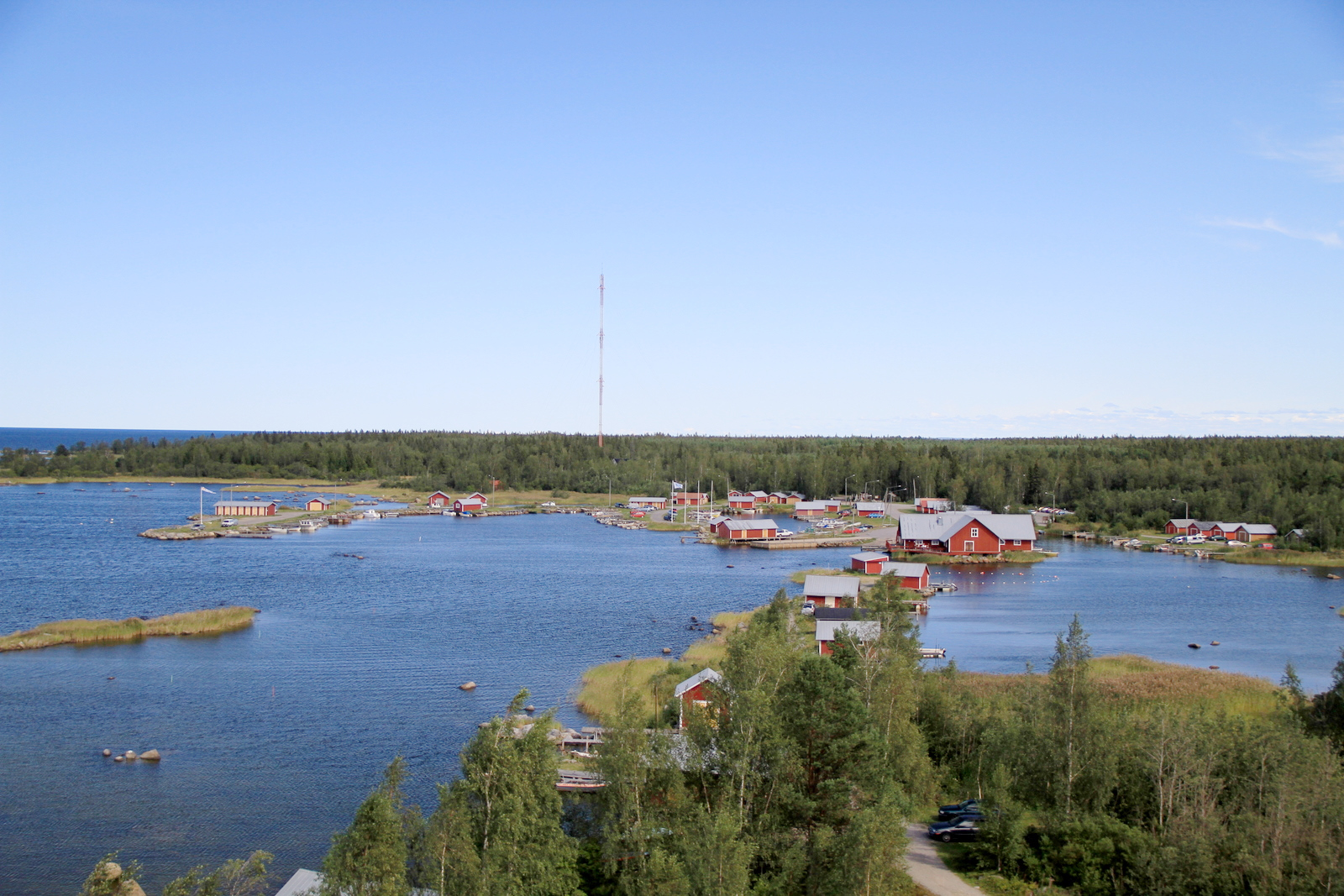
Svedjehamn
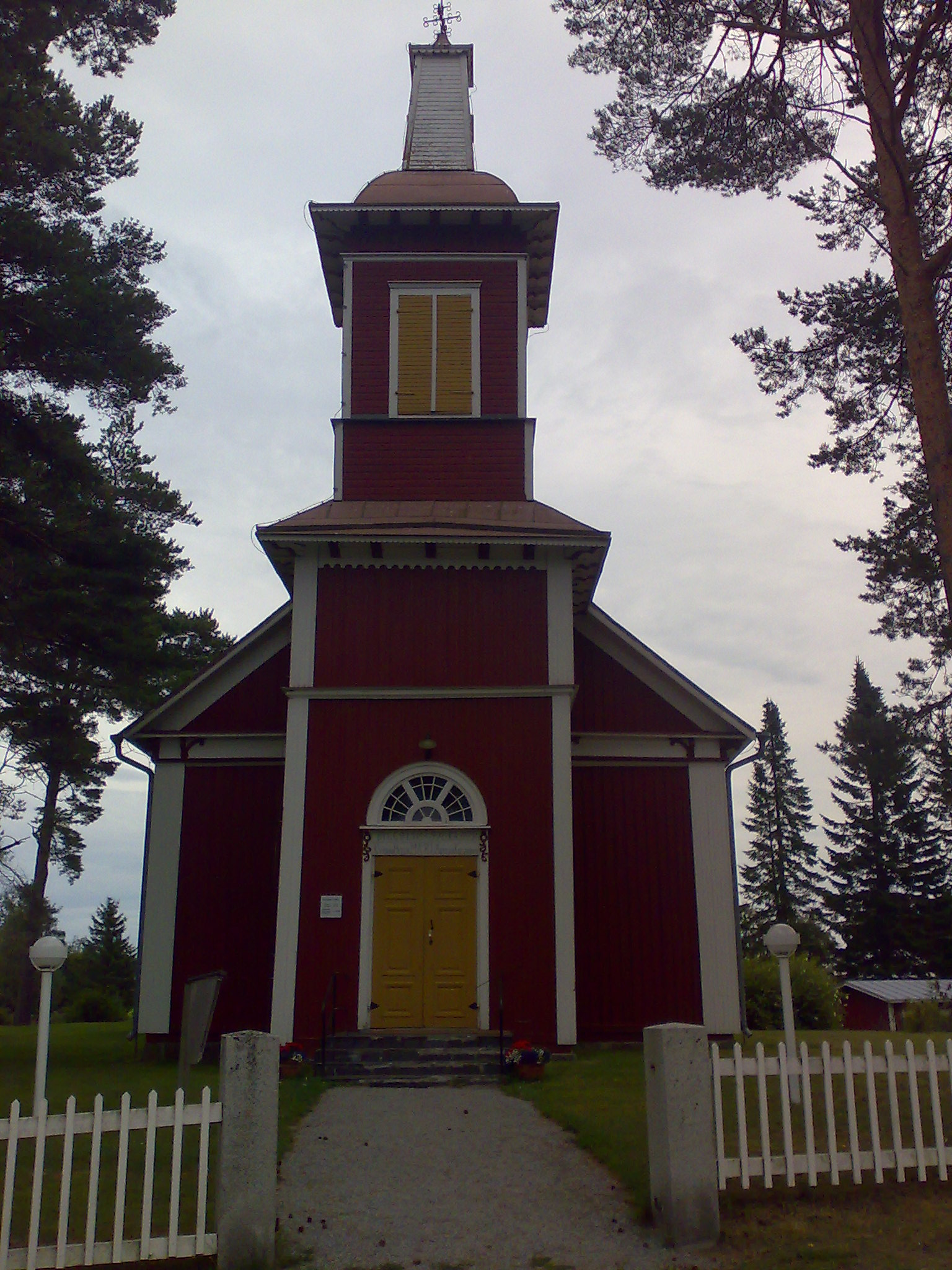
Björköby kyrka
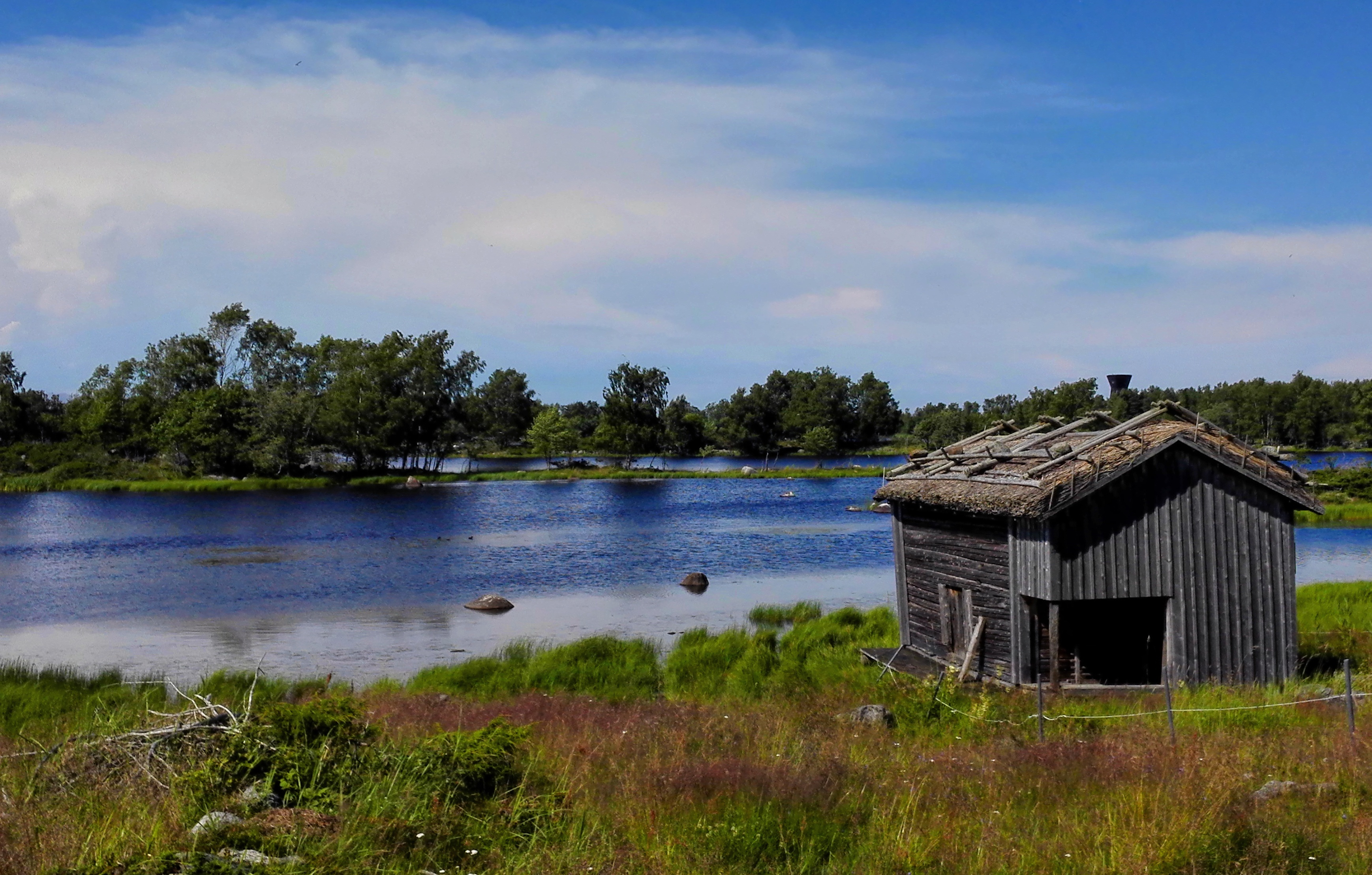
Strand vid Björköby
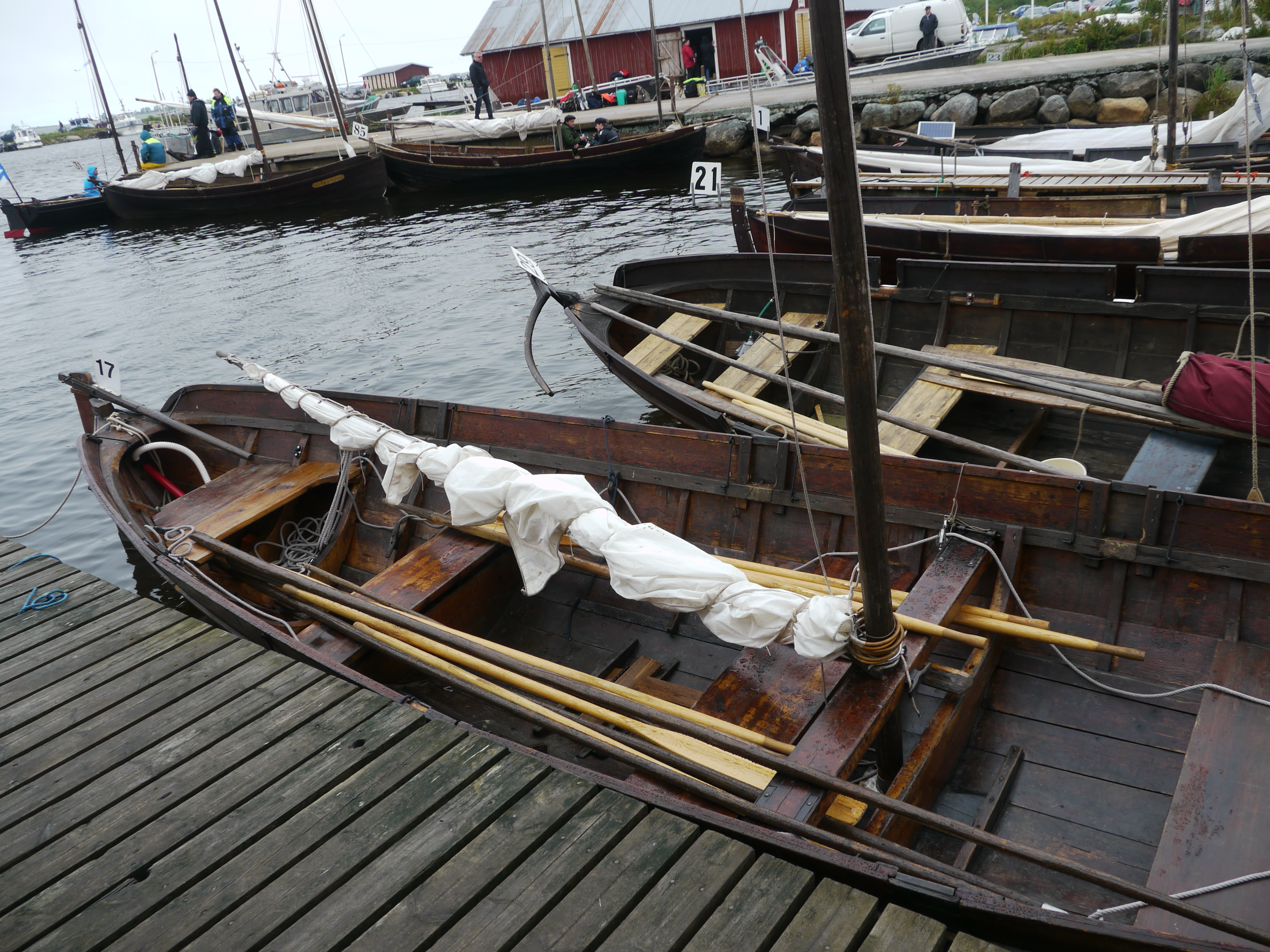
Båtar i Svedjehamn, redo för postrodden